# Baardmos

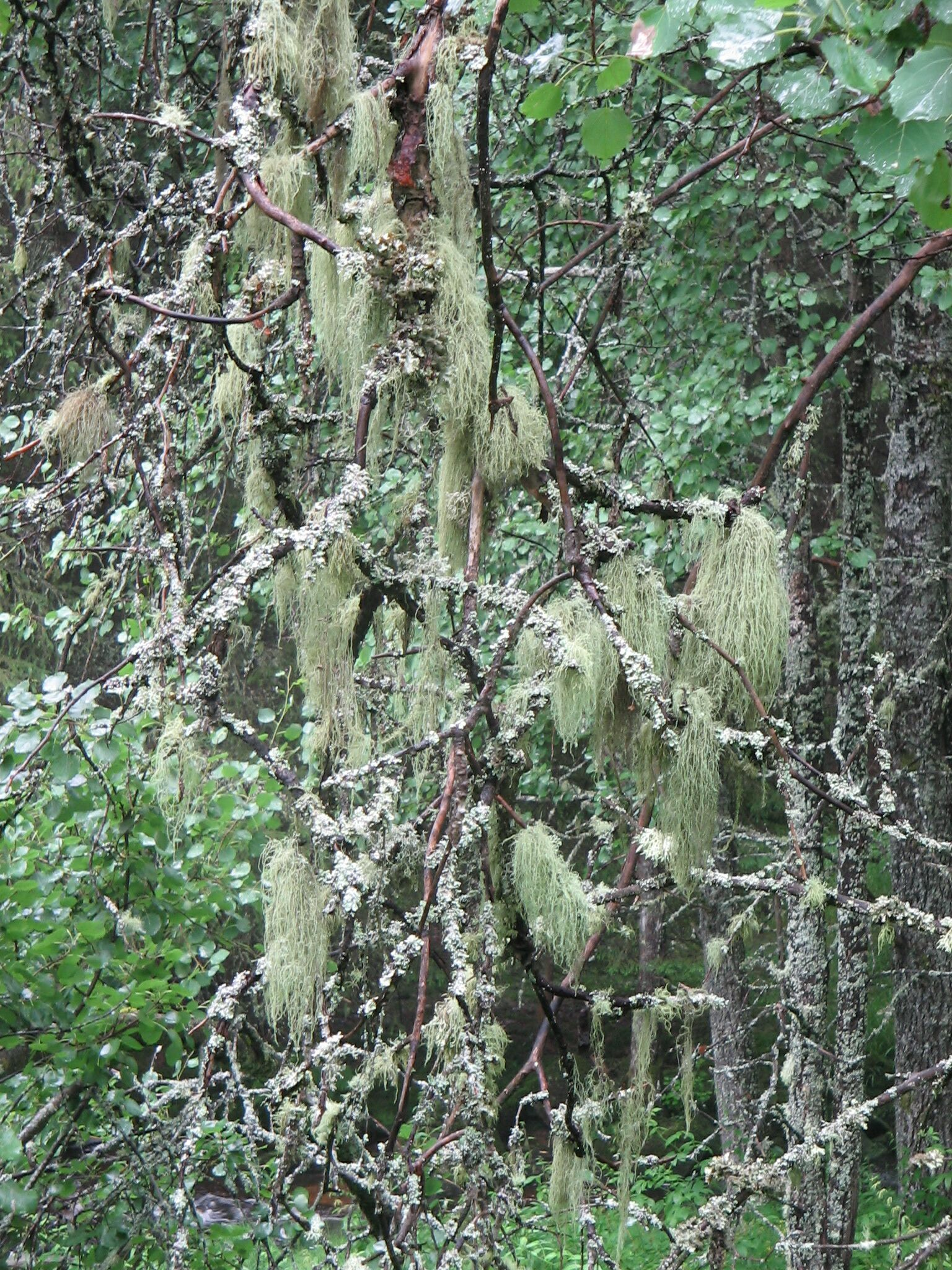
Baardmossen in een boom

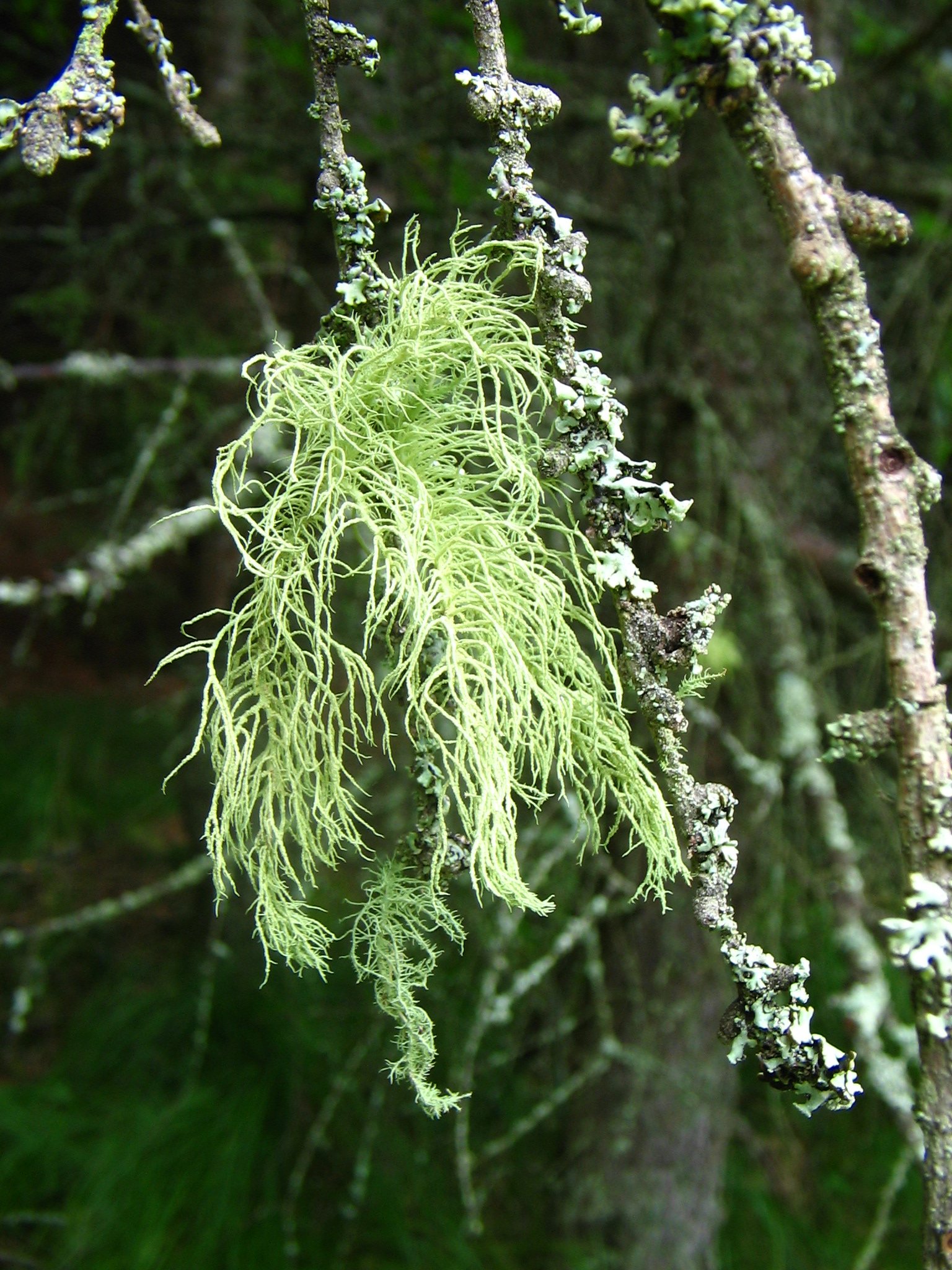
Baardmos

Baardmos (Usnea, soms ook wel 'oudemansbaard' genoemd) is een geslacht van korstmossen dat behoort tot de ascomyceten. Ze komen voor in vochtige bossen over de hele wereld, waar ze meestal aan boomtakken hangen. In zeldzame gevallen worden ze ook op de bodem of op rotsen aangetroffen. Het geslacht behoort tot de familie Parmeliaceae. Baardmossen worden gekenmerkt door een struikachtige bouw en een centrale as vanwaaruit vertakkingen ontspringen. In gebieden die vrij zijn van luchtverontreiniging kunnen ze 10 tot 20 cm lang worden. 
Net als alle korstmossen is baardmos een symbiose van een schimmel en een alg. De schimmel behoort tot de Ascomycota.

## Soorten
Er zijn een groot aantal soorten beschreven, een monografie door Józef Motyka uit 1947 onderscheidde 451 soorten. Veel van deze worden nu als morfologische variëteiten en aanpassingen aan lokale omstandigheden gezien. De taxonomische indeling is nog lang niet opgelost. Het aantal soorten dat in Finland voorkomt wordt om deze reden door onderzoekers steeds kleiner geschat. In 1951 werden 34 soorten genoemd, in 1963 werd dat gereduceerd tot 25 en in 2000 was er sprake van slechts 12 soorten.

## Nederland
Volgens de inventarisatie-gegevens van de Bryologische en Lichenologische Werkgroep (BLWG) komen in Nederland tien soorten baardmossen voor:
- Saucijs-baardmos (Usnea articulata), zeer zeldzaam, rode lijst 'ernstig bedreigd'.
- Ingesnoerd baardmos (Usnea cornuta), zeldzaam, rode lijst 'bedreigd'.
- Klein baardmos (Usnea esperantiana), zeer zeldzaam, rode lijst 'bedreigd'.
- Visgraatbaardmos (Usnea filipendula), zeer zeldzaam, rode lijst 'ernstig bedreigd'.
- Gelig baardmos (Usnea flavocardia), zeer zeldzaam, rode lijst 'bedreigd'.
- Glanzend baardmos (Usnea glabrata), zeer zeldzaam, rode lijst 'ernstig bedreigd'.
- Bleek baardmos (Usnea hirta), zeldzaam, rode lijst 'bedreigd'.
- Gewoon baardmos (Usnea subfloridana),  zeldzaam, rode lijst 'bedreigd'.
- Duinbaardmos (Usnea wasmuthii), zeer zeldzaam, rode lijst 'bedreigd'

Vier soorten zijn de afgelopen eeuw in Nederland uitgestorven:
- Lang baardmos (Usnea ceratina), verdwenen, rode lijst 'verdwenen'.
- Zonnetjesbaardmos (Usnea florida), verdwenen, rode lijst 'verdwenen'.
- Teer baardmos (Usnea fragilescens), zeer zeldzaam, rode lijst 'verdwenen'.
- Pijpenragerbaardmos (Usnea fulvoreagens), zeer zeldzaam, rode lijst 'verdwenen'.
- Rood baardmos (Usnea rubicunda), zeer zeldzaam, rode lijst 'gevoelig'.

Baardmossen zijn erg gevoelig voor luchtvervuiling, met name voor zwaveldioxide. Door zowel zwaveldioxide- als ammoniakbelasting zijn vrijwel alle soorten baardmossen van de Veluwe verdwenen, terwijl dit gebied vroeger bekendstond om zijn vele soorten en grote exemplaren. In Nederland komen baardmossen door verbetering van de luchtkwaliteit sinds het begin van de 21e eeuw weer vaker voor, zelfs in steden, en er worden tegenwoordig ook weer grotere exemplaren gevonden. U. hirta en U. subfloridana zijn de meest algemene soorten. Ook enkele zeldzame soorten lijken aan een voorzichtig herstel te zijn begonnen.

## Chemie
Baardmos wordt al minstens 1000 jaar medicinaal gebruikt als antibioticum, de werkzame stof is de secundaire metaboliet usninezuur (C18H16O7). Usninezuur veroorzaakt een gelige kleur van de baardmossen. Enkele soorten hebben een rood of roze pigment, de aard van deze stof is nog onbekend. Baardmos is eetbaar en rijk aan vitamine C.